# Pavlenkove, Lebedîn
Pavlenkove (în ucraineană Павленкове) este localitatea de reședință a comunei Pavlenkove din raionul Lebedîn, regiunea Sumî, Ucraina.

## Demografie
Componența lingvistică a localității Pavlenkove
     Ucraineană (97,51%)
     Rusă (1,66%)
     Alte limbi (0,83%)
Conform recensământului din 2001, majoritatea populației localității Pavlenkove era vorbitoare de ucraineană (97,51%), existând în minoritate și vorbitori de rusă (1,66%).